# فيل غريفين
فيل غريفين (بالإنجليزية: Phil Griffin)‏ هو صحفي أمريكي، ولد في القرن العشرين.